# Sound Proof
A Sound Proof Greg Howe 2008-ban megjelent nagylemeze, mely a Tone Center kiadásában jelent meg, 2008. június 24-én. A korong ismét a jazz és a rock fúziójában íródott, inkább az előbbire helyezve a hangsúlyt. Az anyag ismét pozitív kritikákban részesült, Greg Prato az AllMusic kritikusa pedig megjegyezte, hogy a zenei trendek jönnek és mennek, de a veterán Greg Howe sosem okoz csalódást.
Howe szokásához híven ezennel is feldolgozott egy Stevie Wonder szerzeményt a Tell Me Something Good képében.

## Számlista
Az összes dal szerzője Greg Howe, kivéve ahol jelölve van.. 
| 1.    | Intro                                  | 0:13 |
| 2.    | Emergency Exit                         | 7:31 |
| 3.    | Tell Me Something Good (Stevie Wonder) | 5:37 |
| 4.    | Connoisseur Part 1                     | 0:29 |
| 5.    | Reunion                                | 5:53 |
| 6.    | Morning View                           | 4:36 |
| 7.    | Walkie Talkie                          | 6:13 |
| 8.    | Rehearsal Note                         | 0:16 |
| 9.    | Side Note                              | 7:14 |
| 10.   | Sunset in El Paso                      | 4:15 |
| 11.   | Write Me a Song                        | 0:30 |
| 12.   | Child's Play                           | 4:23 |
| 13.   | Sound Proof                            | 6:42 |
| 14.   | Connoisseur Part 2                     | 2:29 |
| 56:21 |                                        |      |

## Personnel
- Greg Howe – gitár, spoken word (11. dalban), producer
- David Cook – billentyűs hangszerek
- Dennis Hamm – billentyűs hangszerek (szóló a 9. dalban)
- Gianluca Palmieri – dob
- Jon Reshard – basszusgitár
- Elvio Fernandez – spoken world (az első és 11. dalban)
- Dale Fischer – spoken world (4. és 14. dalban)
- Greg Wiktorski – hangmérnök
- Jason D'Ottavio – keverés
- Ashley Moore – maszter